# Käsmühle

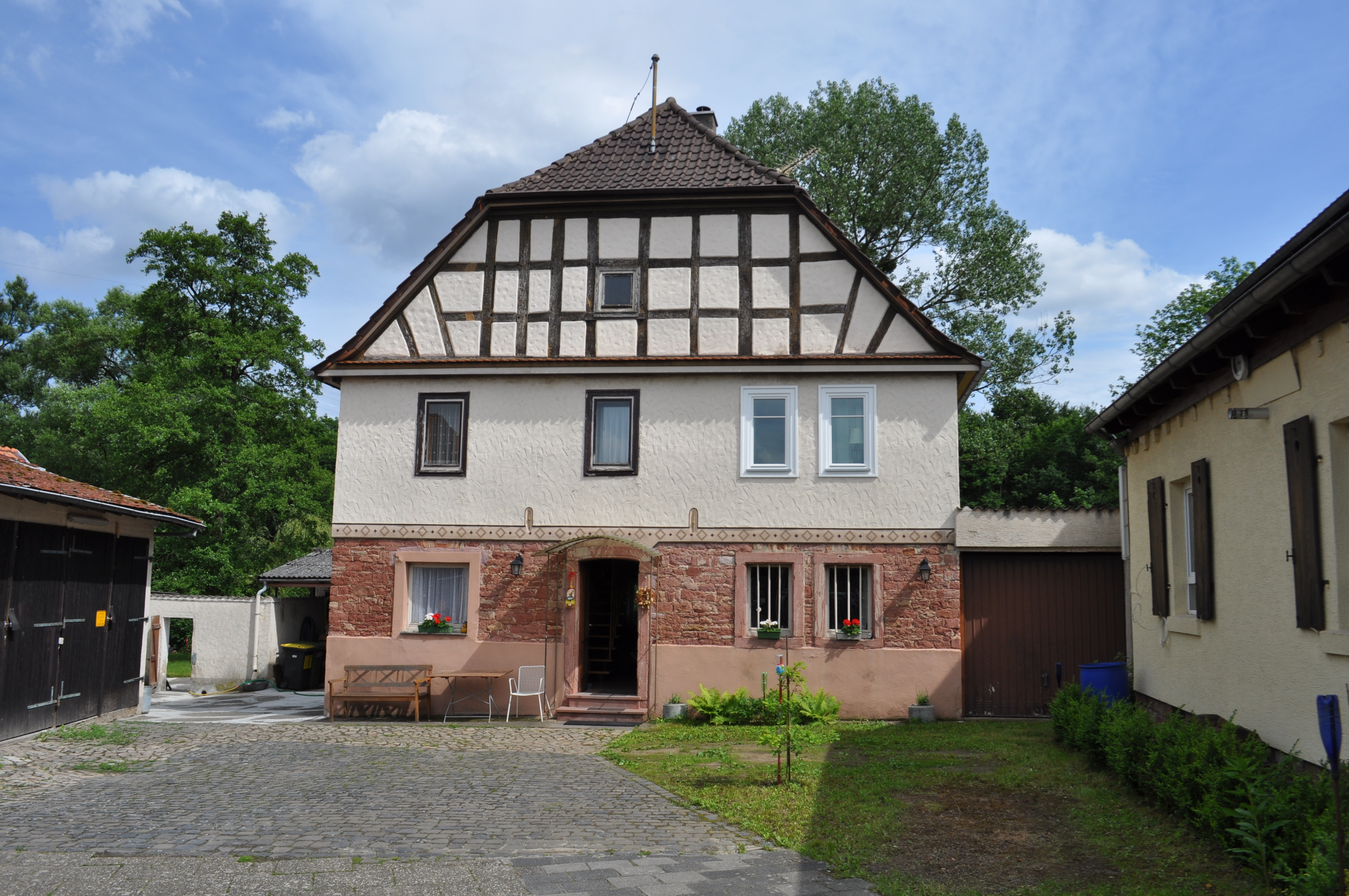
Käsmühle in Bieber

Das Gebäude Dietesheimer Straße 409 in Offenbach am Main ist eine unter Denkmalschutz stehende historische Mühle und wird als Käsmühle bezeichnet. Sie ist neben dem Aussichtsturm einer der Wahrzeichen des Offenbacher Stadtteils Bieber.

## Gebäude
Am nördlichen Rand des Stadtteils Bieber an der Grenze zu Mühlheim am Main gelegen, wurde die Mühle erstmals auf einer Landkarte des Amtes Steinheim aus der Zeit um 1560 verzeichnet. Sie wird darauf als Keesmuel bezeichnet. Ihre erste urkundliche Erwähnung findet sich im Jurisdictionalbuch des Amtes Steinheim 1576 als KeßMüll. Der erste Mühlenbau ist in der Zeit kurz nach 1550 entstanden. Sehr wahrscheinlich wurde die Mühle im Dreißigjährigen Krieg beschädigt, denn erst 1659 wird wieder ein Müller an der Käsmühle erwähnt.
Das heute bestehende zweigeschossige Mühlengebäude ist an einem Fenstersturz auf 1743 datiert. Ein ebenfalls angebrachtes „B“ deutet auf Johannes Ball hin, der hier von 1728 bis 1758 Müller war. Die Scheune aus Bruchstein wurde wohl ebenso im Jahr 1743 erneuert.
Zu Beginn des 19. Jahrhunderts wurde in der Käsmühle neben dem Mahlgang für Getreide eine Ölmühle eingerichtet. Um 1910 wurde der Mühlenbetrieb aufgegeben und in einem neu errichteten Anbau eine Gastwirtschaft betrieben. Im Zuge der Renovierungen seit den 1960er Jahren wurden das Mühlrad und die Mahleinrichtungen entfernt. Das Erdgeschoss ist massiv in Bruch- und Sandstein mit Sandsteingewänden ausgeführt. Das Fachwerk im Obergeschoss ist mit Mannfiguren ausgeführt.

## Jetzige Nutzung

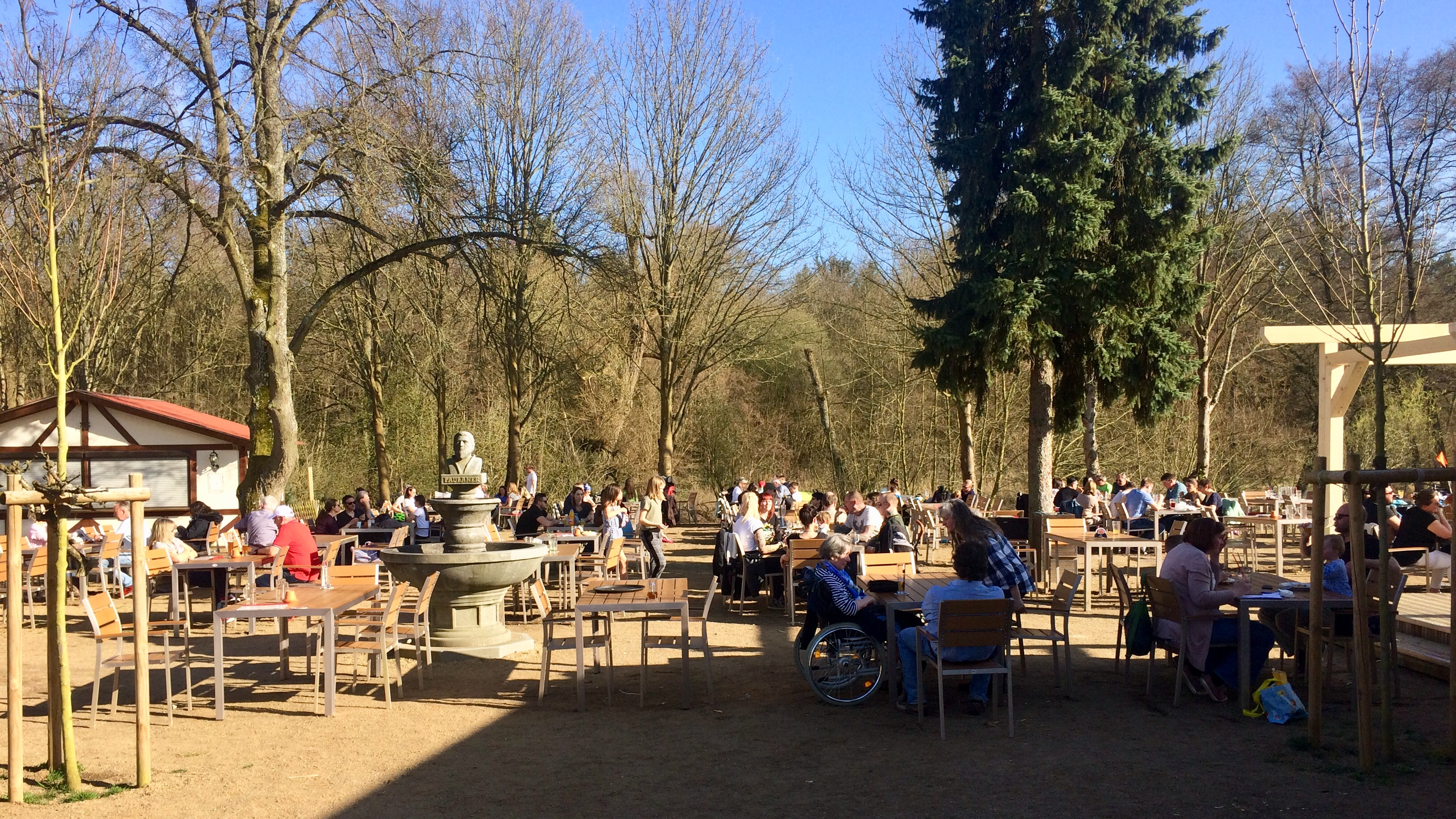
Biergarten Zur Käsmühle

Auf dem Gelände der Liegenschaft wird seit 1910 eine Gastwirtschaft nebst Biergarten betrieben. Da die Käsmühle im Wald entlang der Bieber gelegen ist, wird sie als Ausflugsziel genutzt.
Die Regionalschleife Stadt und Landkreis Offenbach der Hessischen Apfelwein- und Obstwiesenroute unter dem Motto Gastronomiebetriebe, Keltereien und Wochenmarkt führt unter anderem zur Käsmühle.
Die Käsmühle gilt als einer der Besonderheiten, die den Offenbacher Stadtteil Bieber ausmachen.